# St. Joseph (Minnesota)
St. Joseph es una ciudad ubicada en el condado de Stearns en el estado estadounidense de Minnesota. En el Censo de 2010 tenía una población de 6534 habitantes y una densidad poblacional de 648,7 personas por km².

## Geografía
St. Joseph se encuentra ubicada en las coordenadas 45°33′36″N 94°18′30″O / 45.56000, -94.30833. Según la Oficina del Censo de los Estados Unidos, St. Joseph tiene una superficie total de 10.07 km², de la cual 10.07 km² corresponden a tierra firme y (0%) 0 km² es agua.

## Demografía
Según el censo de 2010, había 6534 personas residiendo en St. Joseph. La densidad de población era de 648,7 hab./km². De los 6534 habitantes, St. Joseph estaba compuesto por el 93.73% blancos, el 1.13% eran afroamericanos, el 0.18% eran amerindios, el 2.4% eran asiáticos, el 0% eran isleños del Pacífico, el 0.86% eran de otras razas y el 1.7% pertenecían a dos o más razas. Del total de la población el 1.87% eran hispanos o latinos de cualquier raza.